# Ostreobdella kakibir
Ostreobdella kakibir is een ringworm uit de familie van de Piscicolidae. De wetenschappelijke naam van de soort is voor het eerst geldig gepubliceerd in 1927 door Oka.